# 文儒坊尤氏民居
文儒坊尤氏民居是位于中华人民共和国福建省福州市鼓楼区三坊七巷的文儒坊内的一座清代古建筑，原为福州清末民初商人尤贤模私宅，2010年代先后开辟为福船文化馆、福州市海上丝绸之路展示馆并对外开放。

## 历史
尤氏民居始建于清朝乾隆年间（1736年—1795年），原为同安县（今厦门市同安区）人、嘉庆年间进士苏廷玉的住所。福州人尤孟彪经商致富后，其长子尤贤赞购置此宅，将其修缮后入住。尤贤赞去世后，尤孟彪第五子尤贤模继承家业，与其四个儿子将家族产业经营成大商业家族，尤贤模则在此宅居住了三十余年，至民国29年（1940年）去世。2005年5月11日公布为第六批福建省文物保护单位。2010年3月，当地政府动工修缮民居建筑，后将其开辟为“福船文化馆”。2016年，福州市人民政府投资1777.5万元人民币，将尤氏民居改建为“福州市海上丝绸之路展示馆”，并在翌年元旦落成开馆。
2025年肯尼亚总统威廉·鲁托访华时，到访福州参观了福州市海上丝绸之路展示馆。

## 建筑
文儒坊尤氏民居为清代建筑，道光、光绪和民国时期皆有重修，建筑面积2633平方米，坐南向北，三进三开间，穿斗式木构架双坡顶，围以封火墙。大门原为6扇、木质结构，民国时期改建为砖门。第一进面阔三间、进深七柱，与两侧厢房围成天井，隔扇、窗棂、斗拱、挂落等木构件多用楠木雕制，有如意、松鹤、龙凤、蝙蝠、寿桃等百余种图案。第二进与第一进结构相似。第三进与文儒坊另一古建筑丰井营相通。主座东侧原建有花厅，后在其内建有两层的西洋风格小楼，现存占地100平方米的假山，以及亭台、鱼池和雪洞等。
2017年开辟为展示馆后，开设“福地宝船·海丝帆影”展览，“福地宝船”部分细分为“风帆寻索”“福船史话”两展厅，“海丝帆影”部分则分为“探索海洋”“走向海洋”“跨越海洋”三部分和多媒体展示厅，以海上丝绸之路为核心元素，并以时间为脉，以图片、文字、文物和声光电等科技为依托，向公众展示福船的演变历史、发展运用、建造及航海技术和其在海上丝绸之路中的历史地位。